# هنري ر. هارمر
هنري ريفيل هارمر (13 نوفمبر 1869 - 13 مارس 1966)، كان تاجر طوابع وبائع مزاد وجامع للطوابع البريطانية، أُضيف إلى قائمة هواة جمع الطوابع المتميزين عام 1948.
وُلد هارمر في لندن، وبدأ جمع الطوابع في صغرهِ. تدرب ليصبح كيميائيًا، لكنهُ ترك العمل في نهاية المطاف ليعمل بدوام كامل كتاجر طوابع.
كان هارمر مؤسس دار مزادات الطوابع "إتش. آر. هارمر"، وخبيرًا في هواية جمع الطوابع في فنزويلا.
واصل هارمر نشاطه في مجال جمع الطوابع، ولم يتقاعد نهائيًا. توفي عام 1966، وترك وراءه أرملته (التي بلغت 96 عامًا في الأسبوع التالي لوفاته)، وأربعة أبناء وابنتين. بعد وفاته، ولقد واصل اثنان من أبنائهِ، سيريل وبرنارد، العمل في الشركة.